# ショーン・マロイ
ショーン・マロイ（Shawn Malloy、1984年1月25日 - ）は、アメリカ合衆国ノースカロライナ州出身のプロバスケットボール選手である。ポジションはフォワードセンター。
ニューオリンズ大学卒業後、ベネズエラのプロリーグなどでプレイ。
2011年、bjリーグの岩手ビッグブルズに入団しチームの副キャプテンを務めた。
2012年、2011-12シーズン終了後に契約満了となり退団。同じくbjリーグの横浜ビー・コルセアーズに、翌2012-13シーズン途中、入団した。
2013年、同じくbjリーグの島根スサノオマジックに入団。既に入団していたトーマス・ケネディとは岩手・横浜に続き、チームメートとなった。

## 関連URL
- 横浜ビー・コルセアーズ公式サイト内選手プロフィール